# Vilegodskij rajon
Il Vilegodskij rajon (nome ufficiale in russo Вилегодский муниципальный район, traslitterato Vilegodskij municipal'nyj rajon) è un distretto dell'Oblast' di Arcangelo, in Russia. Il centro amministrativo del distretto è il villaggio di Il'insko-Podomskoe.